# منافسة تشيلسي وليفربول
المنافسة بين تشيلسي وليفربول هو تنافس بين مدينتين مختلفتين في كرة القدم الإنجليزية المحترفة تشيلسي وليفربول. يلعب تشيلسي مبارياته على أرضه في ملعب ستامفورد بريدج، بينما يلعب ليفربول مبارياته على أرضه في ملعب أنفيلد.
على الرغم من أن كلا الناديين تنافسا بشكل متكرر في نفس القسم لأكثر من قرن من الزمان، إلا أن التنافس الحديث بين تشيلسي وليفربول بدأ في أوائل العقد الأول من القرن الحادي والعشرين، عندما اشتبك الناديان مرارًا وتكرارًا في مسابقات الكأس، وخاصة في كأس الاتحاد الإنجليزي، وكأس الرابطة، ودوري أبطال أوروبا. تنافست الأندية في سبع نهائيات كبرى: نهائي كأس الرابطة 2005، الذي فاز به تشيلسي 3–2 بعد الوقت الإضافي، ودرع المجتمع 2006، الذي فاز به ليفربول 2–1، ونهائي كأس الاتحاد الإنجليزي 2012، الذي فاز به تشيلسي 2–1، وكأس السوبر الأوروبي 2019، الذي فاز به ليفربول 5–4 بركلات الترجيح، ونهائي كأس رابطة الأندية الإنجليزية المحترفة وكأس الاتحاد الإنجليزي 2022، وكلاهما شهد فوز ليفربول بركلات الترجيح بعد مباراتين بدون أهداف، ونهائي كأس رابطة الأندية الإنجليزية المحترفة 2024، الذي فاز به ليفربول 1–0 بعد الوقت الإضافي. التقى الناديان أيضًا في خمس حملات متتالية لدوري أبطال أوروبا؛ في مرحلة المجموعات من موسم 2005–06، حيث انتهت مباراتي الذهاب والإياب بالتعادل بدون أهداف، وفي ربع نهائي موسم 2008–09، حيث فاز تشيلسي بنتيجة 7–5 في مجموع المباراتين، وفي نصف نهائي مواسم 2004–05 و2006–07 و2007–08، حيث فاز ليفربول بالمباراتين الأولى والثانية فاز تشيلسي بالمباراتين الثانية.  
وبشكل عام، فاز ليفربول بعدد أكبر من المواجهات، حيث هزم تشيلسي 87 مرة مقابل 66 انتصارًا له، وانتهت 46 مباراة أخرى بالتعادل، وذلك حتى آخر مواجهة بينهما في مايو 2025. كان الفوز القياسي الذي حققه تشيلسي على ليفربول هو الفوز الساحق 6–1 في ستامفورد بريدج في أغسطس 1937، في حين كان أكبر فوز حققه ليفربول هو الفوز 6–0 على أرضه في أبريل 1935. ويتصدر ليفربول أيضًا من حيث إجمالي عدد الألقاب التي فاز بها، بـ69 لقبًا مقابل 34 لقبًا لتشيلسي. 

## خلفية

### تشيلسي

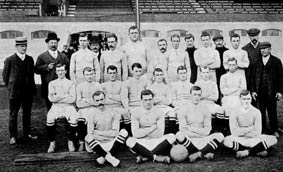
أول فريق تشيلسي في سبتمبر 1905

في عام 1904، استحوذ جوس ميرز على ملعب ستامفورد بريدج لألعاب القوى في فولهام بهدف تحويله إلى ملعب لكرة القدم. تم رفض عرض لتأجيره لنادي فولهام المجاور، لذلك اختار ميرز تأسيس ناديه الخاص لاستخدام الملعب. نظرًا لوجود فريق يُدعى فولهام بالفعل في البلدة، فقد تم اختيار اسم البلدة المجاورة تشيلسي للنادي الجديد؛ كما تم النظر في أسماء مثل نادي كنسينغتون، ونادي ستامفورد بريدج، ونادي لندن.  تأسس نادي تشيلسي لكرة القدم في 10 مارس 1905 في حانة الشمس المشرقة (هوك الجزار الآن)،   مقابل المدخل الرئيسي الحالي للملعب على طريق فولهام، وتم انتخابه لدوري كرة القدم بعد ذلك بفترة وجيزة.
فاز تشيلسي بالترقية إلى الدرجة الأولى في الموسم الثاني، وتنقل بين الدرجتين الأولى والثانية في سنواته الأولى. وصل الفريق إلى نهائي كأس الاتحاد الإنجليزي 1915، حيث خسر أمام شيفيلد يونايتد في أولد ترافورد، واحتل المركز الثالث في دوري الدرجة الأولى عام 1920، وهو أفضل موسم للنادي في الدوري حتى تلك النقطة.  كان لدى تشيلسي سمعة طيبة في التعاقد مع اللاعبين النجوم  وجذب حشودًا كبيرة. حقق النادي أعلى متوسط حضور في كرة القدم الإنجليزية في عشرة مواسم منفصلة  بما في ذلك 1907–08،  1909–10،  1911–12،  1912–13،  1913–14  و1919–20.   وصلوا إلى الدور نصف النهائي لكأس الاتحاد الإنجليزي في عامي 1920 و1932، وظلوا في الدرجة الأولى طوال ثلاثينيات القرن العشرين، لكن النجاح ظل بعيدًا عن النادي في سنوات ما بين الحربين العالميتين.

### ليفربول

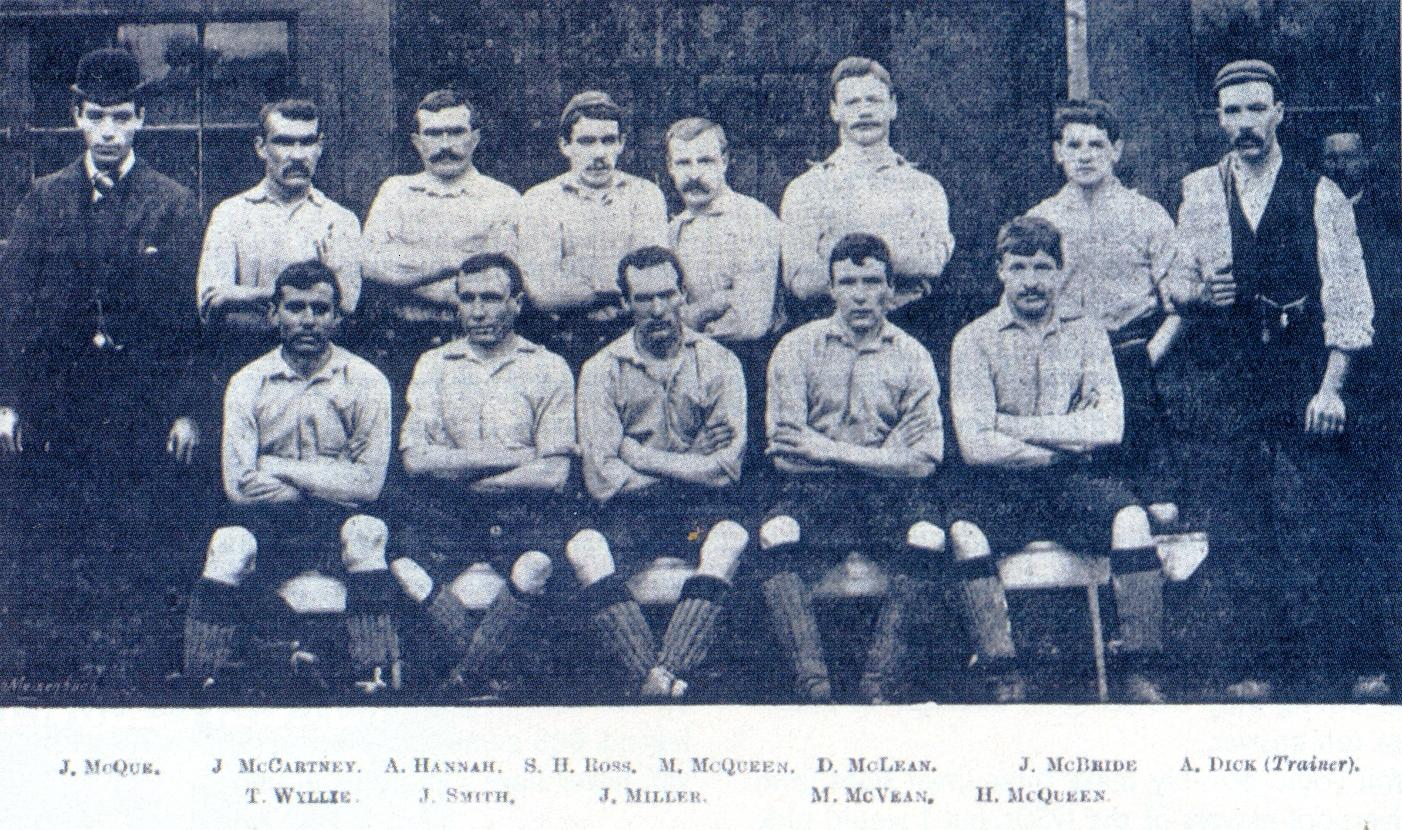
فريق ليفربول خلال موسمه الأول، 1892–93

تأسس نادي ليفربول لكرة القدم بعد نزاع بين لجنة نادي إيفرتون وجون هولدينغ، رئيس النادي ومالك الأرض في أنفيلد. بعد ثماني سنوات في الملعب، انتقل نادي إيفرتون إلى غوديسون بارك في عام 1892 وأسس هولدينغ نادي ليفربول لكرة القدم للعب في أنفيلد.  كان اسم النادي في الأصل "نادي إيفرتون لكرة القدم والملاعب الرياضية المحدودة" (إيفرتون أثليتيك باختصار)، ثم أصبح نادي ليفربول لكرة القدم في مارس 1892 وحصل على الاعتراف الرسمي بعد ثلاثة أشهر، بعد أن رفض الاتحاد الإنجليزي لكرة القدم الاعتراف بالنادي باسم إيفرتون. 
لعب ليفربول أول مباراة له في 1 سبتمبر 1892، وهي مباراة ودية قبل الموسم ضد روذرهام تاون، والتي فاز بها بنتيجة 7–1. كان فريق ليفربول الذي لعب ضد روثرهام يتكون بالكامل من لاعبين إسكتلنديين—وكان اللاعبون الذين جاءوا من إسكتلندا للعب في إنجلترا في تلك الأيام معروفين باسم الأساتذة الإسكتلنديين. كان المدير جون ماككينا قد قام بتجنيد اللاعبين بعد رحلة استكشافية إلى إسكتلندا - لذلك أصبحوا معروفين باسم "فريق ماك".  فاز الفريق بالدوري لانكشر في موسمه الأول وانضم إلى دوري كرة القدم الدرجة الثانية في بداية موسم 1893–94. بعد ترقية النادي إلى الدرجة الأولى في عام 1896، تم تعيين توم واتسون مديراً. قاد ليفربول إلى لقبه الأول في الدوري عام 1901، قبل أن يفوز به مرة أخرى عام 1906. 

## البطولات
الجدول صحيح اعتبارًا من 28 مايو 2025.
| المسابقات الوطنية                           | تشيلسي | ليفربول |
| ------------------------------------------- | ------ | ------- |
| دوري الدرجة الأولى/الدوري الإنجليزي الممتاز | 6      | 20      |
| كأس الاتحاد الإنجليزي                       | 8      | 8       |
| كأس الرابطة                                 | 5      | 10      |
| درع المجتمع الإنجليزي                       | 4      | 16      |
| كأس سوبر دوري كرة القدم                     | 0      | 1       |
| المسابقات الدولية                           | تشيلسي | ليفربول |
| دوري أبطال أوروبا                           | 2      | 6       |
| الدوري الأوروبي                             | 2      | 3       |
| دوري المؤتمر الأوروبي                       | 1      | 0       |
| كأس الكؤوس الأوروبية                        | 2      | 0       |
| كأس السوبر الأوروبي                         | 2      | 4       |
| كأس العالم للأندية                          | 1      | 1       |
| المجموع                                     | 33     | 69      |